# Ванькино (Берёзовский район)
Ванькино — деревня в Берёзовском районе Пермского края. Входит в состав Переборского сельского поселения.

## Географическое положение
Расположена на реке Шаква (правый приток реки Сылва), к северо-западу от райцентра, села Берёзовка.

## Население
| 2010 | 2014 | 2015 | 2016 |
| ---- | ---- | ---- | ---- |
| 289  | ↗308 | ↘306 | ↘300 |

## Улицы
- Зареченская ул.
- Кабышевская ул.
- Климовская ул.
- Нижняя ул.
- Новая ул.
- Центральная ул.
- Южная ул.

## Топографические карты
- Лист карты O-40-79. Масштаб: 1 : 100 000. Издание 1980 г.